# Volker Spengler
Volker Spengler (Bréma, 1939. február 16. – Berlin, 2020. február 8.) német színész.

## Filmjei
Mozifilmek
- Küsters mama mennybemenetele (Mutter Küsters’ Fahrt zum Himmel) (1975)
- Sátánfajzat (Satansbraten) (1976)
- Kínai rulett (Chinesisches Roulette) (1976)
- Adolf und Marlene (1977)
- Utazás a fénybe (Despair – Eine Reise ins Licht) (1978)
- Amikor 13 újhold van egy évben (In einem Jahr mit 13 Monden) (1978)
- Maria Braun házassága (Die Ehe der Maria Braun) (1979)
- A harmadik generáció (Die dritte Generation) (1979)
- Bildnis einer Trinkerin (1979)
- Heute spielen wir den Boß (1981)
- Obszön – Der Fall Peter Herzl (1981)
- Veronika Voss vágyakozása (Die Sehnsucht der Veronika Voss) (1982)
- Marmor, Stein und Eisen bricht (1982)
- Der dicke Rebell (1986)
- Peng! Du bist tot! (1987)
- 100 Jahre Adolf Hitler – Die letzte Stunde im Führerbunker (1989)
- Kopffeuer (1989)
- Das deutsche Kettensägenmassaker (1990)
- Alles Lüge (1992)
- A rémkirály (Der Unhold) (1996)
- Die 120 Tage von Bottrop (1997)
- Fandango (2000)
- Dirty Sky (2003)
- Szívritmus (Kammerflimmern) (2004)

Tv-filmek
- Die zwei Herren aus Verona (1966)
- Vier Stunden von Elbe 1 (1968)
- Der Kampf um den Reigen (1969)
- Der Sturm (1969)
- Macbeth (1974)
- Hinzelmeier (1976)
- Bolwieser (1977)
- Berlin, Alexanderplatz (1980)
- Polnischer Sommer (1981)
- Bekenntnisse des Hochstaplers Felix Krull (1982)
- Vom anderen Stern (1983)
- Kein schöner Land (1985)
- Schafe in Wales (1988)
- Bismarck (1990)
- Der aufhaltsame Aufstieg des Arturo Ui (1996)
- Die Perser (2003)

Tv-sorozatok
- Tetthely (Tatort) (1973, egy epizódban)